# 佩里尼
佩里尼（法語：Périgny，法語發音：[peʁiɲi] ⓘ）是法国滨海夏朗德省的一个市镇，位于该省西北部，拉罗谢尔市区以东，属于拉罗谢尔区。

## 地理
佩里尼（46°9'10"N, 1°5'47"W）面积10.78 平方千米，位于法国新阿基坦大区滨海夏朗德省，该省份为法国西部滨海省份，北起旺代省，西临大西洋，南至吉倫特省，东南接多爾多涅省，东北接德塞夫勒省接壤，东临夏朗德省。
与佩里尼接壤的市镇（或旧市镇、城区）包括：艾特雷、布尔讷夫、滨海栋皮埃尔、蒙鲁瓦、皮爾博羅、拉罗谢尔、圣罗加西安。

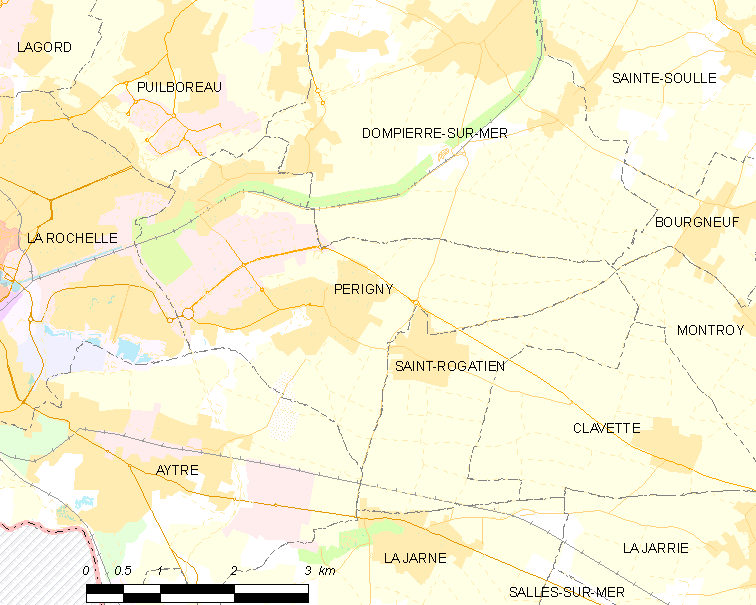
佩里尼的OSM定位图

佩里尼的时区为UTC+01:00、UTC+02:00（夏令时）。

## 行政
佩里尼的邮政编码为17180，INSEE市镇编码为17274。

## 政治
佩里尼所属的省级选区为艾特雷县。

## 人口

1962-2008年间佩里尼人口变化图示

佩里尼于2022年1月1日时的人口数量为8802人。